# Instituut voor Palestijnse Studies
Het Instituut voor Palestijnse Studies (Arabisch مؤسسة الدراسات الفلسطينية, DIN Muʾassasat ad-Dirāsāt al-Filasṭīnīya), Engels Institute for Palestine Studies, IPS) is een onafhankelijke non-profit onderzoeksinstelling en een van de belangrijkste op het gebied van de Palestijnse kwestie en het Israëlisch-Palestijns conflict. Het Instituut is de oudste instelling van zijn soort in de Arabische wereld, 
Het werd in 1963 opgericht en geregistreerd in Beiroet, Libanon. De raad van bestuur van het Instituut bestaat uit Arabische wetenschappers, ondernemers en publieke figuren, en de activiteiten worden uitgevoerd door een vrijwillig uitvoerend comité dat door de raad wordt gekozen. 
Het instituut publiceert drie driemaandelijkse tijdschriften, het Journal of Palestine Studies, Jerusalem Quarterly en Majallat al-Dirasat al-Filastiniyya (in het Arabisch), en is de uitgever van meer dan 800 boeken en andere publicaties in het Engels, Arabisch en Frans. Het IPS organiseert ook conferenties en seminars. De Constantine Zurayk-bibliotheek, gevestigd in het hoofdkantoor van IPS in Beiroet, beschikt over een ruime collectie naslagwerken, boeken en tijdschriften in het Arabisch, Engels, Frans en Hebreeuws, naast zeldzame uitgaven, archiefmateriaal, persoonlijke documenten en historische foto's.